# Paul van Buitenen
Paul van Buitenen (Breda, 28 mei 1957) is een Nederlands klokkenluider en onderzoeker naar misstanden bij de overheid. Hij is oud-Europarlementariër. Daarvoor was hij werkzaam als ambtenaar bij de Europese Commissie. Als klokkenluider speelde hij in 1999 een belangrijke rol bij de val van de Europese Commissie.
Van Buitenen keerde zich openlijk tegen frauduleus gedrag door sommige leden, met name de Française Édith Cresson, van de toenmalige Europese Commissie-Santer, die in 1999 indirect door de onthullingen van Van Buitenen over belangenverstrengeling, in haar geheel moest aftreden. Van Buitenen werd op non-actief gesteld en overgeplaatst naar een 'ongevaarlijke' functie. Hij schreef een boek over deze zaak, getiteld Strijd voor Europa. Later richtte hij de partij Europa Transparant op. Bij de verkiezingen voor het Europees Parlement op 10 juni 2004 haalde deze twee zetels.

## Levensloop

### Ambtenaar

#### Voor de schorsing
Van Buitenen was eerst werkzaam bij DG 22, het directoraat-generaal dat zich bezighoudt met het uitvoeren van programma's voor onder meer beroepsopleidingen. Op 1 januari 1998 was hij op eigen verzoek overgeplaatst naar DG 20, de financiële-controledienst in de andere directoraten-generaal. Als controleambtenaar had hij met hulp van collega's allerlei bewijsmateriaal verzameld, met name over het Leonardo da Vinci-programma en ook de ECHO-zaak, gedeeltelijk gebaseerd op anonieme getuigenissen. Het materiaal wees op directe of indirecte belangenverstrengeling bij de toewijzing van Da Vinci-budgetten aan privéfirma's die delen van het programma op contractbasis mochten uitvoeren; ook was er aantoonbaar sprake van onregelmatigheden bij de besteding van de budgetten.
Hij rapporteerde zijn bevindingen aan de UCLAF, de antifraudedienst van de Europese Commissie, maar vond dat deze dienst veel te weinig met zijn rapport deed. Wel startte zijn eigen dienst, DG 20, een onderzoek bij zijn oude dienst, DG 22. Het evaluatierapport bevestigde Van Buitenen in zijn gelijk. Men concentreerde zich bij verder onderzoek echter slechts op een van de gewraakte Da Vinci-projecten; de dienst werd verder niet doorgelicht. Van Buitenen kreeg te horen dat hij geen controleopdrachten meer mocht uitvoeren en collega's niet meer mocht bevragen. Hij schreef een nota over de gang van zaken bij dit onderzoek en de betrokken diensten, kabinetten en commissies en dreigde met openbaarmaking bij het Europees Parlement (EP). Dit rapport stuurde hij naar al zijn superieuren, inclusief de directeur van UCLAF Knudsen.
Op 17 juli 1998 kwam het onderzoeksrapport van DG 20 uit, waarin de bevindingen van Van Buitenen werden bevestigd. Op 1 september was er nog niets merkbaars mee gedaan. Van Buitenen dreigde opnieuw schriftelijk met openbaarmaking bij het EP. Op 28 oktober herhaalde hij zijn dreigement en kreeg hij van zijn directeur-generaal een verbod om naar het EP te gaan. Ook mocht hij niet naar de Europese Rekenkamer toe stappen. Een anonieme brief was een paar dagen daarvoor naar alle parlementsleden gegaan, volgens Van Buitenen zonder zijn medeweten.
Op 9 december 1998, vlak voordat het Europees Parlement een beslissing zou nemen over de aanbesteding van het vervolg van een van de projecten (het Leonardo-BAT-programma) waar Van Buitenen fraude had geconstateerd, zag hij het als zijn plicht de leden van het Parlement in te lichten voordat de stemming over de zaak zou plaatsvinden.
Hij stuurde 75 exemplaren van een lijvig en goed gedocumenteerd rapport naar de voorzitter van de Groene fractie, met het verzoek deze door te geven aan de Begrotingscontrolecommissie van het Parlement. Het dossier had betrekking op de volgens Van Buitenen incompetente manier waarop de Europese Commissie fraude bij verschillende aanbestedingsdossiers behandelde en over onregelmatigheden binnen de Commissie. In het dossier kwam met name Europees commissaris Édith Cresson er slecht vanaf.

#### Schorsing
Deze daad van Van Buitenen werd door zijn superieuren hoog opgenomen. Hij werd afgesloten van het computersysteem en kreeg de hoogste sanctie die mogelijk was: schorsing. Beschuldiging: hij had door zijn uitlatingen het aanzien van zijn ambt geschaad en het beroepsgeheim geschonden. Zijn salaris werd gehalveerd. Er werd een tuchtrechtelijk onderzoek naar zijn handel en wandel ingesteld.
Aanvankelijk resulteerde het rapport van de klokkenluider slechts in wat commotie in het Parlement en de weigering de Commissie van Onderwijs kwijting te verlenen over 1996. De Commissie beloofde verbetering van de fraudeaanpak. Zij stelden begin december voor de UCLAF te vervangen door het OLAF, die onafhankelijker zou moeten kunnen opereren.
Pas na 4 januari 1999, toen Van Buitenen met het verhaal van zijn schorsing en halvering van zijn salaris naar buiten trad, sprong de pers massaal op de zaak. De commissarissen Cresson en Marín werden aangepakt. Vanuit het Parlement kwam de roep om aftreden van de twee commissarissen. Er werd een motie van wantrouwen ingediend en er gingen stemmen op om een afzettingsprocedure te starten.
De Commissie beschuldigde Van Buitenen van het verspreiden van leugens en van incompetentie en stelde dat deze gevallen van fraude al in onderzoek waren, zelfs gedeeltelijk strafrechtelijk. Op 15 maart 1999 kwam een Comité van Wijzen met een eerste rapport naar het Parlement, waarin zij Van Buitenens rapport bevestigden, alsmede de noodzaak van de rapportage aan het Parlement. De avond dat het rapport van het Comité openbaar gemaakt werd, trad de voltallige Europese Commissie af. In wezen gebeurde dit vanwege een dodelijk zinnetje dat op het laatste moment werd toegevoegd: "Het is bijna onmogelijk geworden om nog iemand te vinden met enig gevoel voor verantwoordelijkheid". In de zomer van 2008 werd bekend dat het bewuste zinnetje waar de Commissie over struikelde uit de pen kwam van het Franse lid van het Comité van Wijzen, Pierre Lelong.
Na het beëindigen van zijn schorsing werd Van Buitenen van de financiële-controledienst overgeplaatst naar de Gebouwendienst. De tuchtprocedure werd niet afgelast en ook in zijn nieuwe werk ondervond hij allerlei beperkingen.

#### Gevolgen
Van Buitenen bleef ook na de crisis de vinger aan de pols houden wat betreft mogelijke misstanden en vooral de aanpak daarvan. Hij verzamelde met veel hulp van collega's materiaal voor een tweede dossier, met nieuwe zaken, dat hij op 31 augustus 2001 ter hand stelde aan de directeur van het OLAF en de directeur van DG Administratie en Personeel. Op voorspraak van een aantal Europarlementariërs mocht hij voor die klus twee maanden betaald verlof opnemen.
In 2002 en later in 2004 heeft het Europees Parlement een klokkenluidersregeling aangenomen (ontworpen door vicevoorzitter van de Commissie Neil Kinnock). Daarin werd uiteindelijk geregeld dat een klokkenluider zijn dossier mag doorspelen aan de voorzitter van een van de Europese instellingen.
Tijdens een vraaggesprek in het programma Buitenhof op 13 juni 2004, vertelde Van Buitenen dat hij als gevolg van zijn klokkenluiderschap een paria was geworden, en dat zijn computer was doorzocht. Ook voor zijn gezin was de emotionele belasting fors geweest. Hij zou geen klokkenluider zijn geworden, verklaarde hij, als hij van tevoren had geweten wat de gevolgen zouden zijn.

### Politieke carrière

#### Europa Transparant
Op 8 april 2004 kondigde Paul van Buitenen de oprichting aan van een nieuwe politieke partij, Europa Transparant. Deze partij richt zich op de strijd voor openheid en transparantie en tegen fraude, corruptie en vriendjespolitiek. Van Buitenen wilde daarmee onder meer misstanden binnen Europese overheidsinstellingen beter kunnen bestrijden. Bij de Nederlandse verkiezingen voor het Europees Parlement op 10 juni haalde Van Buitenen tot ieders verrassing vanuit het niets twee zetels, na een campagne die niet meer dan vierduizend euro had gekost. Samen met zijn nummer twee, de publiciste Els de Groen, die over corruptieschandalen in Oost-Europa schreef, sloot hij zich aan bij de fractie Groenen/VEA. In april 2005 viel de groep Europa Transparant echter alweer uiteen door een ruzie tussen Van Buitenen en De Groen over de te varen koers. Sindsdien opereerden de twee gescheiden van elkaar binnen de Groenen/VEA-fractie.
Uit overzichten van zittingen van het Europese Parlement bleek Van Buitenen het Nederlandse parlementslid te zijn dat het minst aanwezig was bij plenaire vergaderingen. Deze status behaalde hij zowel over het seizoen 2005-2006 als over 2007-2008. In de laatstgenoemde zittingsperiode bezocht hij slechts 16 van de 39 plenaire vergaderingen.
Op 16 februari 2009, na een commissievergadering, maakte Van Buitenen tegenover het televisieprogramma KRO Reporter (uitgezonden 22 februari) bekend dat hij zich niet kandidaat zou stellen voor de Europese verkiezingen van 4 juni dat jaar. Hij gaf als reden op dat zijn strijd tegen corruptie bij de Europese instituties gestreden was en hij niet had kunnen bereiken wat hij had gewild.

##### Platform voor Transparantie
Ter bevordering van transparantie besloten Paul van Buitenen (Europa Transparant), Hans-Peter Martin en Ashley Mote tot een samenwerkingsverband onder de naam Platform for Transparency (PfT) (2005).

#### Gesprekken met ChristenUnie
In het voorjaar van 2007 begon Van Buitenen, mede gevoed door de debacles binnen Europa Transparant, verkennende gesprekken met afgevaardigden van de ChristenUnie. In december 2007 vroeg hij het lidmaatschap van die partij aan. Hij had echter al vóór de oprichting van Europa Transparant gesprekken over kandidaatschap voor de ChristenUnie gevoerd, alsmede voor de Socialistische Partij. Op 30 januari 2008 - per 1 januari was ET al formeel opgeheven - maakte Van Buitenen bekend dat hij zich wilde voegen bij de ChristenUnie, omdat hij naar eigen zeggen niet datgene heeft kunnen bereiken waarvoor hij was gekozen. In mei 2008 werd echter duidelijk dat hij van die overstap afzag.

### Onderzoeker Vuurwerkramp Enschede
Van Buitenen trad in 2010 toe tot de in dat jaar opgerichte stichting Expertgroep Klokkenluiders. In die hoedanigheid deed hij onder meer onderzoek naar de strafrechtelijke vervolging en het handelen van de overheid tijdens en na de vuurwerkramp in Enschede. In juni 2019 kwam Van Buitenen met een rapport over de vuurwerkramp in Enschede, waarin hij aangeeft dat onschuldige mensen ten onrechte veroordeeld zijn, zodat de overheid zelf buiten schot bleef. De belangrijkste conclusie van het onderzoeksrapport is dat er mensen ten onrechte zijn veroordeeld voor het overtreden van de omgevingsvergunning, alsof er meer vuurwerk lag opgeslagen dan de vergunning toestond terwijl dat niet zo was.

## Christelijk geloof
Van origine was Paul van Buitenen rooms-katholiek maar dat zei hem niet veel. Op latere leeftijd ging hij echter bewust tot het protestants-christelijk geloof over en sloot hij, na eerst een tijd bij een anglicaanse kerk te hebben gezeten, zich bij een evangelische kerk aan, zo gaf hij aan in een kranteninterview uit 2005. Ook zei Van Buitenen hierin: "Het is zeker niet zo dat ik achter elke hoek een engel van God vermoed. En ik haal al helemaal niet het idee in mijn hoofd dat ik door God ben gestuurd om fraude te bestrijden."